# Евангелос Венізелос
Евангелос Венізелос (грец. Ευάγγελος Βενιζέλος; нар. 1 січня 1957, Салоніки, Греція) — грецький правник, професор конституційного права Університету Аристотеля; політик, колишній віце-прем'єр-міністр та міністр фінансів Греції. 18 березня 2012 року обраний лідером партії ПАСОК.
Віце-прем'єр-міністр та міністр закордонних справ з 25 червня 2013.

## Біографічні відомості
Евангелос Венізелос народився в Салоніках. Має спільне прізвище із грецьким прем'єр-міністром Елефтеріосом Венізелосом, проте не має навіть віддалених родинних зв'язків із ним, а його пращури ніколи не змінювали прізвище.
В період 1974–1978 років був студентом Університету Аристотеля в Салоніках. Закінчив аспірантуру в Університеті Париж II в 1980 році, здобув докторський ступінь у галузі права в Університеті Аристотеля в Салоніках.
1984 року Венізелос став викладачем Університету Аристотеля в Салоніках, а потім професором конституційного права. Серед інших позицій він обіймав посаду в раді Національного центру державного управління, Національного банку Греції, і Комітету регіонального радіо (незалежний орган, відповідальний за нагляд за місцевими радіостанціями в Греції).
Евангелос Венізелос — автор ряду книг, монографій і статей, що стосуються майбутнього системи вищої освіти в Греції, в тому числі деякі статті раніше опубліковані в Інтернеті, а також поточних політичних питань та ЗМІ, зовнішньої політики, культури і політики розвитку. Вільно володіє серед іноземних французькою та англійською мовами.
Одружений із Лілою А. Бакацелу. Має доньку.

## Політична кар'єра
Ще в студентські роки Евангелос Венізелос входив до Центральної ради студентського союзу Університету в Салоніках (FEAPT), з 1977 року, і Національного студентського союзу Греції (EFEE) з 1975 року. Членом ЦК ПАСОК він став 1990 року. Входив до Виконавчого політичного комітету ПАСОК.
Евангелос Венізелос обирався членом Грецького парламенту від партії ПАСОК у виборчому окрузі Салонік в 1993, 1996 і 2000 роках. Він був членом парламентського комітету з перегляду Конституції. Обирався головою парламентської фракції ПАСОК в 1993, 1996, 2000, 2004 і 2007 роках. Крім того, він був членом Постійного комітету з питань національної оборони та закордонних справ, з питань державного управління, громадського порядку та юстиції і з європейських справ.
Згодом він обіймав такі посади: речник уряду з 13 жовтня 1993 по 8 липня 1994 року; міністр у справах друку і ЗМІ та одночасно речник уряду до 15 вересня 1995 року, коли був призначений міністром транспорту та зв'язку Греції. Цю посаду він обіймав до 22 січня 1996 року. Міністром юстиції Греції служив до 5 вересня 1996 року. Працював міністром культури Греції до 19 лютого 1999 року. Після цього до 13 квітня 2000 року був міністром з питань розвитку і знову призначений міністром культури (до 10 березня 2004 року).
Після поразки ПАСОК на парламентських виборах 2007 року Евангелос Венізелос був кандидатом в лідери партії. Проте на загальнопартійних виборах поступився Йоргосу Папандреу, здобувши 38,18 % проти 55,91 % голосів. Після приходу ПАСОК до влади від 7 жовтня 2009 року призначений міністром національної оборони Греції. 17 червня 2011 року призначений Віце-прем'єр-міністром та одночасно Міністром фінансів Греції.
12 березня 2012 року Евангелос Венізелос проголошений єдиним кандидатом на пост очільника партії ПАСОК, оскільки тільки йому вдалося набрати необхідну кількість підписів. 18 березня 2012 року офіційно став на чолі партії, замінивши колишнього прем'єр-міністра Йоргоса Папандреу. Після свого обрання 21 березня 2012 року Евангелос Венізелос відмовився від посад віце-прем'єр-міністра та міністра фінансів Греції. Саме він привів партію на нові парламентські вибори у травні 2012 року. У підсумку ПАСОК набрала 13,2 % голосів виборців і посіла лише третю сходинку, поступившись Новій демократії та SYRIZA.